# Jacob D. Leighty

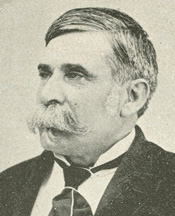
Jacob D. Leighty

Jacob D. Leighty (* 15. November 1839 in Greensburg, Westmoreland County, Pennsylvania; † 18. Oktober 1912 in Saint Joe, Indiana) war ein US-amerikanischer Politiker. Zwischen 1895 und 1897 vertrat er den Bundesstaat Indiana im US-Repräsentantenhaus.

## Werdegang
Im Jahr 1844 zog Jacob Leighty mit seinen Eltern in das DeKalb County in Indiana, wo sich die Familie auf einer Farm bei Spencerville niederließ. er besuchte die öffentlichen Schulen seiner neuen Heimat und unterrichtete danach selbst als Lehrer, ehe er seine eigene Ausbildung an einer Handelsschule in Fort Wayne fortsetzte. Danach studierte er noch am Wittenberg College in Springfield (Ohio). Dieses Studium brach er nach zwei Jahren ab, um während des Bürgerkrieges als Infanterist im Heer der Union zu dienen.
Nach dem Krieg arbeitete er zusammen mit seinem Vater bis 1875 in der Landwirtschaft und im Handel. Im Jahr 1875 gründete er die Stadt Saint Joe. Politisch war Leighty Mitglied der Republikanischen Partei. Zwischen 1886 und 1888 saß er als Abgeordneter im Repräsentantenhaus von Indiana. Bei den Kongresswahlen des Jahres 1894 wurde er im zwölften Wahlbezirk von Indiana in das US-Repräsentantenhaus in Washington, D.C. gewählt, wo er am 4. März 1895 die Nachfolge des Demokraten William F. McNagny antrat. Da er im Jahr 1896 gegen James McClellan Robinson verlor, konnte er bis zum 3. März 1897 nur eine Legislaturperiode im Kongress absolvieren.
Zwischen 1897 und 1901 war Jacob Leighty als Pension Agent in Indianapolis für die Bundesregierung tätig. Er starb am 18. Oktober 1912 in der von ihm gegründeten Stadt Saint Joe, wo er auch beigesetzt wurde.